# Daniel Alfredson
Pour les articles homonymes, voir Alfredson.
Ne doit pas être confondu avec Daniel Alfredsson.
Daniel Alfredson (né le 23 mai 1959 à Stockholm) est un réalisateur, scénariste, producteur et acteur suédois de cinéma.

## Filmographie

### Cinéma
- 1993 : Roseanna
- 1993 : Mannen på balkongen
- 1997 : Tic Tac
- 1998 : Rymd
- 1999 : Straydogs
- 2000 : 10:10
- 2001 : Syndare i sommarsol
- 2008 : Varg
- 2009 : Millénium 2 : La Fille qui rêvait d'un bidon d'essence et d'une allumette (Flickan som lekte med elden)
- 2009 : Millénium 3 : La Reine dans le palais des courants d'air (Luftslottet som sprängdes)
- 2013 : Echoes from the Dead (Skumtimmen) (également coscénariste)
- 2014 : Kidnapping Mr. Heineken
- 2016 : Viens avec moi (Blackway)
- 2018 : Intrigo : Mort d'un auteur (Intrigo: Death of an Author)
- 2019 : Intrigo : Chère Agnès  (Intrigo: Dear Agnes)
- 2019 : Intrigo: Samaria

### Télévision
- 1999 : Tragique partie de chasse (Dödsklockan)